# Imilcone II
Imilcone II (Cartagine, ... – Cartagine, 396 a.C. o 394 a.C.) è stato un generale e suffeta cartaginese.
Dopo aver sostituito Annibale Magone al comando delle truppe cartaginesi nella terza campagna siciliana, nel 406 a.C. conquistò Agrigento e nel 405 a.C. Gela e Camarina, costringendo Dionisio I, tiranno di Siracusa, alla pace dopo aver assediato Siracusa.
Nel 396 a.C. ritornò in Sicilia (quarta campagna siciliana di Cartagine) dopo che Dionisio I aveva riaperto le ostilità nel 397 a.C. Dopo aver riconquistato le città di Erice e Mozia, distrutta dai Greci l'anno precedente, marciò lungo la costa settentrionale siciliana, espugnò Messina e avanzò verso Siracusa, che pose in assedio. Una pestilenza e un contrattacco di Dionisio I lo costrinsero ad abbandonare l'assedio e tornare a Cartagine con i superstiti. Tornato in patria, si uccise per la vergogna della sconfitta.
Egli fu, nei fatti, uno dei più grandi condottieri punici, il massimo dell'età classica, quello che riuscì ad espugnare Agrigento, la più grossa "preda" della storia di Cartagine. Fu il primo a durare in carica dieci anni, dal 406 a.C. circa al 396 a.C. circa. Il suo successore fu Magone II.